# Campeonato Mundial de Rugby M19 División C de 1997
El Campeonato Mundial de Rugby M19 División C de 1997 fue la cuarta edición del torneo en categoría M19.

## Posiciones

### Grupo A
| Pos. | Equipo               | Encuentros | Encuentros | Encuentros | Encuentros | Tantos  | Tantos    | Tantos     | Puntos Totales |
| Pos. | Equipo               | jugados    | ganados    | empatados  | perdidos   | a favor | en contra | diferencia | Puntos Totales |
| ---- | -------------------- | ---------- | ---------- | ---------- | ---------- | ------- | --------- | ---------- | -------------- |
| 1    | Países Bajos         | 2          | 2          | 0          | 0          | 75      | 13        | +62        | 6              |
| 2    | Croacia              | 2          | 1          | 0          | 1          | 39      | 56        | -17        | 4              |
| 3    | Andorra              | 2          | 1          | 0          | 1          | 38      | 36        | +2         | 4              |
| 4    | Bosnia y Herzegovina | 2          | 0          | 0          | 2          | 10      | 57        | -47        | 2              |

#### Resultados
| 26 de marzo | Croacia | 36 - 17 | Andorra |  |  |

| 26 de marzo | Países Bajos | 36 - 10 | Bosnia y Herzegovina |  |  |

| 28 de marzo | Andorra | 21 - 0 | Bosnia y Herzegovina |  |  |

| 28 de marzo | Países Bajos | 39 - 3 | Croacia |  |  |

### Grupo B
| Pos. | Equipo   | Encuentros | Encuentros | Encuentros | Encuentros | Tantos  | Tantos    | Tantos     | Puntos Totales |
| Pos. | Equipo   | jugados    | ganados    | empatados  | perdidos   | a favor | en contra | diferencia | Puntos Totales |
| ---- | -------- | ---------- | ---------- | ---------- | ---------- | ------- | --------- | ---------- | -------------- |
| 1    | Georgia  | 2          | 2          | 0          | 0          | 96      | 12        | +84        | 6              |
| 2    | Bulgaria | 2          | 1          | 0          | 1          | 15      | 57        | -42        | 4              |
| 3    | Brasil   | 2          | 0          | 0          | 2          | 0       | 42        | -42        | 2              |

#### Resultados
| 26 de marzo | Georgia | 57 - 12 | Bulgaria |  |  |

| 27 de marzo | Bulgaria | 3 - 0 | Brasil |  |  |

| 28 de marzo | Georgia | 39 - 0 | Brasil |  |  |

## Fase final

### Quinto puesto
| 28 de marzo | Andorra | 10 - 8 | Brasil |  |  |

### Tercer puesto
| 28 de marzo | Croacia | 62 - 3 | Bulgaria |  |  |

### Final
| 28 de marzo | Georgia | 15 - 9 | Países Bajos |  |  |

| Bandera de Georgia |
| Campeón Georgia    |
| Segundo título     |